# 普卡拉蓬塔山
11°13′20″S 75°49′57″W / 11.22222°S 75.83250°W
普卡拉蓬塔山（Pukara Punta），是秘魯的山峰，位於該國中部胡寧大區，由帕爾卡馬約區和聖佩德羅德卡哈斯區負責管轄，屬於安地斯山脈的一部分，海拔高度4,400米。